# Ao no Exorcist gekijōban
Ao no Exorcist gekijōban (jap. 青の祓魔師 劇場版 Ao no ekusoshisuto gekijōban) – japoński film animowany z 2012 roku na podstawie mangi Ao no Exorcist autorstwa Kazue Katō. Film został wyprodukowany przez studio A-1 Pictures i wyreżyserowany przez Atsushiego Takahashiego na podstawie scenariusza Reiko Yoshidy. Premiera w japońskich kinach odbyła się 28 grudnia 2012.

## Fabuła
Wieki temu w małej wiosce mieszkał demon, który zdobył sympatię mieszkańców. Gdy ci zaczęli zaniedbywać swoją ziemię, aby spędzać czas z demonem, stracili cały swój dobytek. Wówczas przybył egzorcysta, który na stałe zapieczętował demona, chroniąc wioskę.
Obecnie na terenie kampusu Akademii Prawdziwego Krzyża trwają przygotowania do festiwalu, który odbywa się co 11 lat. Rin Okumura, jego brat Yukio oraz Shiemi Moriyama zostają wysłani z misją wyegzorcyzmowania „Widmowego pociągu”, który stracił kontrolę po tym, jak Rin i Shiemi próbowali uratować duchy, które nieświadomie zostały w nim uwięzione. Po walce jeden z demonów uwięzionych w pociągu ucieka. Następnie Rin spotyka małego demona o wyglądzie dziecka i nadaje mu imię Usamaro. Usamaro zostaje zabrany przez egzorcystów, ale Rin sprzeciwia się ich decyzji o jego wyegzorcyzmowaniu, więc zamiast tego nakładają na niego obowiązek opiekowania się demonem. Usamaro okazuje się być życzliwym kami, który stał się demonem po tym, jak cierpiał z powodu zdrady i porzucenia przez mieszkańców wioski, którymi się opiekował, gdyż użył swojej mocy, aby wymazać złe wspomnienia z ich umysłów i sprawić, by wszyscy żyli w szczęściu. Mieszkając z Rinem, Usamaro wykorzystuje swoją moc, aby sprawić, że Rin i inni egzorcyści staną się jego przyjaciółmi i zapomną o swoich obowiązkach, w tym o ochronie miasta podczas festiwalu.
W wyniku tego miasto zostaje opanowane przez demony. W tych okolicznościach Rin odkrywa moc Usamaro i dowiaduje się, że to ten sam demon z opowieści, którą jego ojciec, Shiro Fujimoto, opowiadał mu i Yukio, gdy byli dziećmi. Dzięki ich przyjaźni Rin pomaga Usamaro zrozumieć, jak cenne są wspomnienia, nawet te bolesne, i przekonuje go, by obiecał, że nigdy więcej nie użyje swojej mocy. Mały demon zgadza się. Mimo że Rin akceptuje Usamaro jako część swojej rodziny, Usamaro postanawia poświęcić się z powodu demonów przejmujących kontrolę nad miastem, łamiąc swoją obietnicę. Na końcu wydaje się, że wszyscy zapominają o istnieniu Usamaro i o chaosie, który wydarzył się podczas festiwalu, jednak Rin pamięta o Usamaro i odwiedza jego świątynię, obiecując, że nigdy o nim nie zapomni.

## Obsada
| Postać               | Seiyū                                     |
| -------------------- | ----------------------------------------- |
| Rin Okumura          | Nobuhiko Okamoto Akeno Watanabe (dziecko) |
| Yukio Okumura        | Jun Fukuyama Ayumi Fujimura (dziecko)     |
| Shiemi Moriyama      | Kana Hanazawa                             |
| Ryuji Suguro         | Kazuya Nakai                              |
| Renzo Shima          | Kōji Yusa                                 |
| Konekomaru Miwa      | Yūki Kaji                                 |
| Izumo Kamiki         | Eri Kitamura                              |
| Kuro                 | Ayahi Takagaki                            |
| Shura Kirigakure     | Rina Satō                                 |
| Arthur Auguste Angel | Daisuke Ono                               |
| Mephisto Pheles      | Hiroshi Kamiya                            |
| Shiro Fujimoto       | Keiji Fujiwara                            |
| Usamaro              | Rie Kugimiya                              |
| Cheng-Long Liu       | Hidenobu Kiuchi                           |
| Amaimon              | Tetsuya Kakihara                          |
| Nii                  | Nao Tōyama                                |
| Kaoru Tsubaki        | Kazuhiro Ōguro                            |
| Reiji Shiratori      | Kentarō Itō                               |

## Produkcja
We wrześniu 2011, w listopadowym numerze magazynu Jump Square potwierdzono powstanie pełnometrażowego filmu anime na podstawie mangi Ao no Exorcist autorstwa Kazue Katō. W marcu 2012 ogłoszono, że film wyprodukuje studio A-1 Pictures, za reżyserię odpowiadać będzie Atsushi Takahashi, scenariusz napisze Reiko Yoshida, postacie zaprojektuje Keigo Sasaki, a dyrektorem artystycznym zostanie Shinji Kimura. Obsada serialu anime z 2011 roku powróciła, aby ponownie wcielić się w swoje role w filmie. W październiku 2012 dołączyli do niej Rie Kugimiya i Hidenobu Kiuchi, użyczając głosu nowym postaciom: demonowi Usamaro oraz Cheng-Long Liu, egzorcyście z Tajwanu.

## Ścieżka dźwiękowa
W marcu 2012 ogłoszono, że Hiroyuki Sawano skomponuje ścieżkę dźwiękową do filmu, po tym jak wcześniej zrobił to dla telewizyjnego serialu anime. UVERworld powróciło również w październiku 2012, aby wykonać piosenkę przewodnią zatytułowaną „Reversi”. Oryginalna ścieżka dźwiękowa filmu została wydana w Japonii 19 grudnia 2012.
| Lista utworów | Lista utworów                    | Lista utworów |
| Nr            | Tytuł utworu                     | Długość       |
| ------------- | -------------------------------- | ------------- |
| 1.            | „Shuku eigaka!!”                 | 1:45          |
| 2.            | „Shuku 1000M!!”                  | 4:26          |
| 3.            | „Battle Scars”                   | 4:05          |
| 4.            | „Ni kazu shio ha chu ei u jo”    | 3:33          |
| 5.            | „Ni fuoha gen den no i tai ke”   | 4:09          |
| 6.            | „20121228”                       | 5:44          |
| 7.            | „Matsuri”                        | 5:57          |
| 8.            | „En kin nai kan sin ki ei satsu” | 3:11          |
| 9.            | „I na ra ke ha ki se no e ma”    | 4:12          |
| 10.           | „Kekkai”                         | 5:46          |
| 11.           | „Coal Tar”                       | 4:11          |
| 12.           | „Blue”                           | 3:57          |
| 13.           | „Usa-maro”                       | 4:50          |
| 14.           | „TV outtake”                     | 11:19         |
|               |                                  | 1:07:05       |

## Wydanie
Premiera w japońskich kinach odbyła się 28 grudnia 2012. 3 lipca 2013 film został wydany również w Japonii na Blu-ray i DVD.